# Blaesoxipha lillooet
Blaesoxipha lillooet är en tvåvingeart som beskrevs av Thomas Pape 1994. Blaesoxipha lillooet ingår i släktet Blaesoxipha och familjen köttflugor.
Artens utbredningsområde är British Columbia. Inga underarter finns listade i Catalogue of Life.